# Nouakchott-Nord
Nouakchott-Nord est l'une des régions administratives (wilaya) de la Mauritanie, située dans la capitale Nouakchott.
Auparavant, par un décret n°90-124 du 10 septembre 1990, Nouakchott rassemblait neuf Moughataa. Le district a été divisé par un décret en date du 25 novembre 2014, en créant trois nouveeaux wilaya : Nouakchott-Nord, Nouakchott-Ouest et Nouakchott-Sud.
Nouakchott-Nord regroupe Dar Naim, Toujounine et Teyareth. 